# Carúpano
Carúpano är en stad i delstaten Sucre i nordöstra Venezuela. Den är belägen på den karibiska kusten vid öppningen av två dalgångar, cirka 120 km öst om delstatshuvudstaden i Sucre, Cumaná. Staden är kommunsäte i Bermúdez och hade vid folkräkningen 2001 totalt 122 195.

## Historia
Det var någonstans på halvön Paria, nära Carúpano, som Christofer Columbus för första och enda gången steg i land på Amerikas fastland under hans tredje resa (de andra resorna utforskade uteslutande de karibiska öarna). Simón Bolívar, som spelade en avgörande roll i latinamerikas frigörelse från Spanien, undertecknade år 1848 ett dekret i Carúpano som förbjud slaveri.
Omkring midnatt den 4 maj 1962 inleddes ett militärt uppror mot regeringen ledd av Rómulo Betancourt och staden Carúpano togs över av rebellerna. President Betancourt krävde att rebellerna skulle ge upp, men gav samtidigt order till flygvapnet att påbörja bombningar av staden och flottan inledde en blockad. Redan nästa dag kunde regeringen återta Carúpano och arrestera närmare 400 militärer och civila som var inblandade i upproret.
I juli 1997 skakades staden av en våldsam jordbävning. Jordbävningen var centrerad i den närliggande staden Cariaco, där huvuddelen av skadorna och dödsfallen orsakades.

## Ekonomi
Kakao, kaffe, socker, bomull, timmer och rom har varit bland Carúpanos främsta exportvaror sedan den koloniala tiden. Romsorter från Carúpano är berömda över hela Venezuela.

## Klimat
|                                            | Jan  | Feb  | Mar | Apr  | Maj | Jun  | Jul  | Aug  | Sep  | Okt  | Nov  | Dec  |
| ------------------------------------------ | ---- | ---- | --- | ---- | --- | ---- | ---- | ---- | ---- | ---- | ---- | ---- |
| Normaldygnets maximitemperaturs medelvärde | 31   | 32   | 32  | 32   | 32  | 32   | 32   | 32   | 33   | 32   | 31   | 31   |
| Normaldygnets minimitemperaturs medelvärde | 24   | 24   | 24  | 24   | 25  | 25   | 25   | 25   | 25   | 25   | 25   | 24   |
|                                            |      |      |     |      |     |      |      |      |      |      |      |      |
| Nederbörd                                  | 31,0 | 24,8 | 5,0 | 10,5 | 6,5 | 27,1 | 45,5 | 27,2 | 28,8 | 29,2 | 43,9 | 35,0 |

| Diagram | temperaturer i °C • månadsnederbörd i mm • Källa: | temperaturer i °C • månadsnederbörd i mm • Källa: | temperaturer i °C • månadsnederbörd i mm • Källa: | temperaturer i °C • månadsnederbörd i mm • Källa: | temperaturer i °C • månadsnederbörd i mm • Källa: | temperaturer i °C • månadsnederbörd i mm • Källa: | temperaturer i °C • månadsnederbörd i mm • Källa: | temperaturer i °C • månadsnederbörd i mm • Källa: | temperaturer i °C • månadsnederbörd i mm • Källa: | temperaturer i °C • månadsnederbörd i mm • Källa: | temperaturer i °C • månadsnederbörd i mm • Källa: | temperaturer i °C • månadsnederbörd i mm • Källa: |
|         | 31 24                                             | 25 32 24                                          | 5 32 24                                           | 11 32 24                                          | 7 32 25                                           | 27 32 25                                          | 46 32 25                                          | 27 32 25                                          | 29 33 25                                          | 29 32 25                                          | 44 31 25                                          | 35 31 24                                          |